# Жестокост (филм, 1959)
„Жестокост“ (на руски: Жестокость) е руски съветски криминален филм от 1959 година, заснет от „Мосфилм“ по мотиви от едноименното произведение на Павел Нилин.

## Сюжет
Внимание:  Текстът по-долу разкрива сюжета на произведението (или части от него)!
Действието във филма се развива в началото на двадесетте години на XX век в затънтеното сибирско градче Дудари. В неговите околности безчинства бандата на Костя Воронцов (Аполон Ячницкий), императора на цялата тайга. Ликвидирането на бандата е възложено на новосъздадения дударински „Уголовний розиск“, служба за разледване, подкрепена от млади комсомолци.
В една от схватките с бандитите е тежко ранен заместник-началникът на службата Вениамин Малийшев (Георгий Юматов), комсомолец от Гражданската война. За сметка на това е заловен най-довереният човек на Воронцов – Лазар Баукин (Борис Андреев), бивш ловец и войник. Убеждавайки се по време на разпита, че бандитът не е склонен да сътрудничи на милицията, началникът на службата предлага той да бъде разстрелян като враг по законите от времето на Революцията. Неочаквано отношение взима раненият Малийкин, според когото Баукин е заблуден човек, който може да бъде превъзпитан.
Душата на Малийкин се раздвоява между доверието към хората и равнодушната жестокост. Сложната драма, притиснала характера му, завършва с неговото самоубийство, вярвайки, че е невъзможно да се живее, докато съществуват лъжата, кариеризма и демагогията. След фаталния изстрел от отслабващата ръка на Малийшев изпада смачкано писмо, адресирано до него от Юлка (Маргарита Жигунова).

## В ролите
- Георгий Юматов като Вениамин Малийшев
- Борис Андреев като Лазар Баукин
- Николай Крючков като Ефрем Ефремович, началника на службата
- Александър Суснин като Санка, автора
- Владимир Андреев като Яков Узелков, кореспондента
- Маргарита Жигунова като Юлка Малцева, медицинската сестра
- Аполон Ячницкий като Константин Воронцов
- Клавдия Хабарова като Кланка Звягина, любовницата на Воронцов
- Анатолий Кубацкий като Колесничаря
- Йосиф Колин като Доктор Гинзбург
- Михаил Трояновский като Роман Фьодорович, фелдшера
- Константин Немоляев като Собственика на ресторанта
- Борис Шухмин като Мъжа в селото
- Николай Парфьонов като Старшината
- Виктор Лазарев като Арестувания бандит
- Павел Винник като Микулов, механика
- Николай Сморчков като Царицин, комсомолеца
- Игор Пушкарьов като Егоров
- Евгений Гуров като Месомелача
- Евгений Буренков като Тарасов, лектора
- Виктор Селезньов като Акордеониста в ресторанта
- Зоя Русина като Дамата в ресторанта